# 1. Sinfonie (Mozart)
Die Sinfonie Es-Dur KV 16 komponierte Wolfgang Amadeus Mozart im Jahr 1764/65. Nach der Alten Mozart-Ausgabe trägt die Sinfonie die Nummer 1, wobei unklar ist, ob es sich wirklich um Mozarts erste Sinfonie handelt.

## Allgemeines

Der junge Mozart im Jahr 1763

Die Mozarts hielten sich seit April 1764 in London auf. Durch die starken Anforderungen war die Gesundheit der Familie angeschlagen. Über die Entstehungsbedingungen von Wolfgangs erster Sinfonie berichtet die Schwester Maria Anna („Nannerl“) nach Mozarts Tod:

„Den 5ten August mussten sie außer der Stadt London in chelsea ein land Haus miethen, damit sich der Vatter von einem gefährlichen Halswehe erholen konnte, welcher ihn fast am Rande des Todes brachte (…) als unser Vater bis zum Tode krank lag, durften wir kein Klavier berühren. Um sich also zu beschäftigen, komponierte Mozart seine erste Symfonie mit allen Instrumenten – vornehmlich mit Trompeten Pauken. Ich musste sie, neben ihm sitzend, abschreiben. Indem er komponierte, und ich abschrieb, sagte er zu mir: Erinnere mich, dass ich dem Waldhorn was Rechts zu thun gebe!“

Möglicherweise handelt es sich bei KV 16 nicht um Mozarts erste, sondern lediglich um die erste erhaltene Sinfonie. So ist das Autograph in Wolfgangs Handschrift, während Nannerl berichtet, dass sie ihrem Bruder bei der Niederschrift geholfen habe (s. o.). Wegen zahlreicher Änderungen an dem Werk kann Wolfgang von einem Überhandnehmen der Korrekturen jedoch veranlasst worden sein, die vorliegende Kopie anzufertigen und dabei einer zeitgenössischen Praxis gefolgt sein, nach der die Trompeten- und Paukenstimmen teilweise separat notiert wurden und dann auch ohne diese Stimmen kursierten – dies würde das Fehlen der von Nannerl erwähnten Trompeten und Pauken erklären. Dafür könnte auch sprechen, dass Es-Dur sich zu einer von Mozart bevorzugten Trompetentonart entwickelte. Doch trägt der Umschlag, der die autographen Einzelstimmen der Sinfonie KV 19 enthielt, neben Hinweisen in Leopolds Handschrift, dass er zuerst für die Stimmen einer Sinfonie F-Dur (vermutlich KV 19a) und anschließend für eine Sinfonie in C-Dur (wahrscheinlich KV 19b) diente, keinerlei Bemerkungen über eine Sinfonie in Es-Dur. Möglicherweise ist daher die von Nannerl erwähnte erste Sinfonie nicht mit KV 16 identisch, jedoch könnten Skizzen zur ersten Sinfonie im Londoner Skizzenbuch enthalten sein. Ebenfalls denkbar ist, dass Nannerl in der Erinnerung die Besetzung der Sinfonie (d. h. die Trompeten und Pauken) auch ein bisschen ausgeschmückt hat.
Die Uraufführung von KV 16 fand am 21. Februar 1765 statt, eine weitere Aufführung beim Londoner Abschiedskonzert der Mozarts am 13. Mai 1765. Alle hier gespielten Sinfonien (neben KV 16 wahrscheinlich auch KV 19, KV 19a und möglicherweise KV 19b) wurden noch als „Ouvertüren“ angekündigt.
Vater Leopold ließ den Sohn in dieser Zeit Sinfonien von bekannten Zeitgenossen (z. B. Carl Friedrich Abel, Johann Christian Bach, J. G. Eckard, Hermann Friedrich Raupach) studieren. Wolfgang tat dies u. a. dadurch, dass er Abels Sinfonie in Es-Dur Op. 7 Nr. 6 komplett abschrieb und nach diesem Muster eine weitere Sinfonie (KV 19) anfertigte. Mehr als 100 Jahre später wurde diese Abschrift als 3. Sinfonie KV 18 in die bei Breitkopf & Härtel verlegte Mozart-Werkausgabe aufgenommen.
In den ersten Sinfonien (KV 16, KV 19, KV 19a, KV 22) benutzt Mozart zunächst noch die dreisätzige italienische Form. Kurz darauf folgen in Wien bereits einige viersätzige Werke (z. B. KV 43, KV 45, KV 48).
Wer einen Vergleich zwischen Mozarts erster überlieferter und der letzten Sinfonie KV 551 ziehen möchte, sollte den jeweiligen Kontext miteinbeziehen. KV 16 unterscheidet sich in Umfang, Komplexität und Originalität nur geringfügig von den damaligen Vorbildern, v. a. den Sinfonien des Opus 3 von Johann Christian Bach und des Opus 7 von Carl Friedrich Abel.

## Zur Musik
Besetzung: zwei Oboen, zwei Hörner in Es, Violinen I/II, Viola, Cello, Kontrabass. In zeitgenössischen Orchestern war es zudem üblich, auch ohne gesonderte Notierung Fagott und Cembalo (sofern im Orchester vorhanden) zur Verstärkung der Bass-Stimme bzw. als Continuo einzusetzen.
Aufführungszeit: ca. 10 Minuten (je nach Tempo und Einhalten der Wiederholungen).
Bei den hier benutzten Begriffen in Anlehnung an die Sonatensatzform ist zu berücksichtigen, dass dieses Schema in der ersten Hälfte des 19. Jahrhunderts entworfen wurde (siehe dort) und von daher nur mit Einschränkungen auf diese Sinfonie übertragen werden kann. Die Sätze 1 und 2 entsprechen noch mehr der zweiteiligen Form, bei der der zweite Satzteil als modifizierter Durchlauf des ersten („Exposition“) angesehen wird. – Die hier vorgenommene Beschreibung und Gliederung der Sätze ist als Vorschlag zu verstehen. Je nach Standpunkt sind auch andere Abgrenzungen und Deutungen möglich.

### Erster Satz: Allegro molto
Es-Dur, 4/4-Takt, 120 Takte
Der Satz eröffnet als Es-Dur – Dreiklangsfanfare des ganzen Orchesters im Unisono und Forte, gefolgt von einer kontrastierenden, kadenzartigen Serie (Tonika – Subdominante – Dominante) aus Vorhalten im Piano (Hauptthema oder erstes Thema):
Die Audiowiedergabe wird in deinem Browser nicht unterstützt. Du kannst die Audiodatei herunterladen.
Die Wiederholung dieser 11 Takte leitet in den folgenden Tremolo-Abschnitt mit Schleiferfiguren und „Trommelbass“ auf Es über. In Takt 30 kommt das Geschehen auf der Dominante B-Dur zur Ruhe. Es folgt das „zweite Thema“ im Piano: Zunächst schweigen die Bläser, während die Violinen ein Motiv mit punktiertem Rhythmus spielen. Ab Takt 35 setzt das gesamte Orchester ein, zuerst mit Synkopen in der 1. Violine, dann mit neuem Motiv, das wiederum einen punktierten Rhythmus aufweist. Die Schlussgruppe (Takt 45 ff.) ist durch Tremolo in den Violinen, aufsteigende Läufe im Bass sowie ein Motiv mit Terzen und Trillern (Takt 53 ff.) gekennzeichnet.
Zu Beginn des zweiten Satzteils wird zunächst das erste Thema in der Dominante B-Dur und dann in der Tonikaparallelen c-Moll vorgestellt. Die anschließende Tremolopassage aus der Exposition wechselt dann von C-Dur über B-Dur zur Tonika Es-Dur, mit der dann auch in Takt 93 das „zweiten Thema“ beginnt. Der weitere Satzverlauf entspricht strukturell dem ersten Teil. Auch der zweite Satzteil wird wiederholt.
Eine ausführliche Beschreibung des Satzes findet sich bei Volker Scherliess.

### Zweiter Satz: Andante
c-Moll, 2/4-Takt, 50 Takte
Der Satz besteht aus zwei Teilen, die jeweils wiederholt werden: Takt 1 bis 22 und Takt 23 bis 50. Das Hauptmotiv ist eine auf- und absteigende Gangbewegung im Bass aus fünf Tönen im Staccato. Darüber lagern sich Sechzehntel-Triolen der Violinen (ebenfalls im Staccato) und ganztaktige halbe Noten der Oboen und Hörner. Dabei erklingen in den Violinen teilweise auf dem ersten Viertel dissonante Sekunden, die sich auf dem zweiten Viertel zu Terzen auflösen. Das folgende Notenbeispiel zeigt die ersten 6 Takte in Oboen und 1. Violine:
Die Audiowiedergabe wird in deinem Browser nicht unterstützt. Du kannst die Audiodatei herunterladen.
Mozart moduliert im Verlauf des ersten Teils u. a. nach G-Dur, Es-Dur, B-Dur und f-Moll, im zweiten Teil auch nach As-Dur. Lediglich der Abschnitt von Takt 29 bis 34 lockert die geradezu minimalistische Struktur des Satzes auf, indem die gleichmäßige Tonwiederholung der Violinen mit fallenden Dreiklängen durchbrochen wird. Dieser Abschnitt mit kurzzeitigem Forte (dem einzigen im Satz) endet auf der Dominante G im Pianissimo. Es folgt eine „Reprise“ ab Takt 35 mit dem Hauptmotiv in c-Moll, zunächst lediglich für die Violinen und Bass instrumentiert. Der Abschnitt von Takt 35 bis 41 wird wiederholt (Takt 42 bis 48). Der Satz endet mit Akkorden in c-Moll.
Die besondere Klangfarbe dieses Satzes wird erreicht durch
- die „minimalistische“ Struktur (Basis des Satzes ist ein sehr einfaches Bassmotiv);
- Dissonanzen in der gleichmäßig-fließenden Bewegung der Violinen;
- Dissonanzen auch in den sparsam, aber effektvoll eingesetzten Bläsern mit ihren halben Noten über der fließenden Bewegung der Streicher.

„Das zweiteilige Andante vermittelt mit den ausgehaltenen Tönen der Blasinstrumente, den mysteriösen Violin- und Bratschentriolen in Verbindung mit den verstohlenen Duolen der Bässe sehr erfolgreich den Eindruck von Begleitmusik zu einer heimlich-nächtlichen Rendezvous-Szene in einer zeitgenössischen Oper.“

Der Satz enthält im Horn (z. B. Takt 7 ff.) ein v. a. aus dem Finale von Mozarts letzter Sinfonie KV 551 bekanntes Viertonmotiv. Es findet sich auch bei anderen Komponisten (z. B. in dem Gradus ad Parnassum von Johann Joseph Fux und im Schlusssatz von Joseph Haydns Sinfonie Nr. 13); Mozart selbst verwendete es später z. B. auch in der Sinfonie KV 319 sowie den Messen KV 192 und 257.

### Dritter Satz: Presto
Es-Dur, 3/8-Takt, 153 Takte
Der Schlusssatz, ein Rondo mit zwei Couplets, hat wie für Sinfonien dieser Zeit üblich einen „Kehraus“-Charakter. Nach Neal Zaslaw ist „der Charakter des Refrains (…) ausgesprochen diatonisch, doch werden die Episoden mit pikanten chromatischen Tupfern im neuesten, galantesten Stil amüsant ausgefüllt.“
Der Satz besteht aus folgenden Teilen:
- Vorstellung des Refrains (Dreiklangsmotiv) im Forte (Takt 1 bis 16);
- Couplet 1 mit drei kleineren Motiven, zwei davon mit Chromatik, die jeweils einmal wiederholt werden, das letzte Motiv mit energischen Akzenten in Oktaven (Takt 17 bis 61);
- Refrain (Takt 62 bis 77);
- Wiederholung von Couplet 1 (Takt 78 bis 122), dann kurzer neuer Teil (überleitungsartig zum Refrain, Takt 123–134);
- Refrain mit Schlussakkorden (Takt 134 bis 153).

Beginn des Refrains im Unisono:
Die Audiowiedergabe wird in deinem Browser nicht unterstützt. Du kannst die Audiodatei herunterladen.